# 喝采の陰で
『喝采の陰で』（かっさいのかげで、原題：Author! Author!）は、1982年に米国ほかで公開されたアーサー・ヒラー監督作のアメリカ映画。家族愛をテーマに、滑稽かつドラマチックに描かれたファミリー・ドラマ。シリアスコメディー。主演アル・パチーノが初めてコメディ・タッチの親子愛ドラマに挑戦している。
日本では1986年に、キネカ大森、シネセゾン所沢でロードショー公開されている。

## ストーリー
ブロードウェイの人気劇作家のアイバン（アル・パチーノ）は、新作の上演を控えて、台本の書き直しを要求され四苦八苦していた。
アイバンと妻のグローリアは二人とも再婚で、アイバンには先妻との間にイーゴルという息子がいる。一方、妻グローリアは過去に三度離婚しており、3人の元夫との間に4人の子供がいる。アイバンの息子であるイーゴルと、グローリアの4人の連れ子は、新しい父親のアイバンを心から愛している。そんな時に妻グローリア（チューズデイ・ウェルド）が子供たちを残して家出してしまい、アイバンと子供たちのてんやわんやの日々が始まる。
新作劇の主演女優に映画女優のアリス・デトロイト（ダイアン・キャノン）が採用されると、アリスとアイバンは恋仲になるが、アリスと妻グローリアとの間でアイバンの心は揺れ動く。
グローリアの4人の連れ子のうち最年少のヘラルドを除くスパイク、デビー、ボニーの3人はいったん、グローリアの二人の元夫にそれぞれ引き取られる。しかし3人とも、すぐに逃げ帰ってきてしまい、アイバンは5人の子供たち、全員の父親であり続ける決意を固めるのだった。
いよいよ、アイバンの新作舞台劇『涙で英語を』の初日がやって来た。彼は子供たちを連れて劇場に足を運ぶ。男手一つで子供たちを養っていくためには、是非ともこの舞台劇を成功させたい。アイバンは祈るような気持ちで初日の公演が終わるのを待つ。夜になり売店にタイムズの夕刊紙が届けられると、子供たちは我先に舞台公演の批評欄を見る。賞賛の記事を見て、子供たちはアイバンに飛びついて喜ぶ。

## キャスト
※括弧内は日本語吹替（初回放送1990年9月20日 TBS『木曜シネマシアター』DVD収録）
- アイバン・トラバリアン - アル・パチーノ（堀勝之祐）
- アリス・デトロイト - ダイアン・キャノン（一城みゆ希）
- グロリア・トラバリアン - チューズデイ・ウェルド（宗形智子）
- クレップリック - アラン・キング（嶋俊介）
- モリス・ファインスタイン - ボブ・ディシー（大山高男）
- パトリック・ディッカー - ボブ・エリオット（伊井篤史）
- ジャッキー・ディッカー - レイ・グールディング（亀井三郎）
- 子供たち[3]
  - イーゴル - エリック・ガリー（菊池英博）
  - スパイク - B・J・バリー
  - デビー - アリ・マイヤーズ（en）
  - ボニー - エルバ・リーフ（大谷育江）
  - ヘラルド - ベンジャミン・H・カーリン

## スタッフ
- 監督：アーサー・ヒラー
- 製作：アーウィン・ウィンクラー
- 脚本：イスラエル・ホロヴィッツ（en）
- 撮影：ヴィクター・J・ケンパー
- 音楽：デイヴ・グルーシン
- 編集：ウィリアム・H・レイノルズ

## ノミネート
- 第40回ゴールデングローブ賞[4]
  - 主演男優賞 (ミュージカル・コメディ部門) -  アル・パチーノ

## 参考資料
- DVD『喝采の陰で』20世紀フォックス ホームエンターテインメント ジャパン。